# Sean Strub
Sean Strub (nacido el 16 de mayo de 1958) es un escritor y activista por los derechos gay, director de The Sero Project, una red nacional de personas con VIH, que luchan contra el estigma y la injusticia, es alcalde de la ciudad de Milford, Pensilvania, EE,UU, y propietario allí de dos hoteles y un restaurante.
A principios de la década de 1990, fundó la revista POZ y POZ en español (para personas afectadas por el VIH), Mamm (para mujeres afectadas por el cáncer de mama), Real Health (una revista de salud para afroestadounidenses) y, de 2000 a 2008, publicó la revista Milford Magazine (una publicación regional distribuida en el área de las tierras altas del río Delaware).
Es un sobreviviente de SIDA desde hace mucho tiempo, y ha sido un defensor abierto del movimiento de autoempoderamiento de las personas con VIH. En 2009  fue presidente de Cable Positive, una respuesta sobre el SIDA a la industria del cable y las telecomunicaciones.  De 2010 a 2012 fue miembro de la junta directiva de la Red Global de Personas que Viven con VIH / SIDA (GNP+) con sede en Ámsterdam, y copresidió su filial regional para América del Norte. Ha sido líder en la lucha contra la criminalización relacionada con el VIH (infección intencionada), y en 2010 lanzó el Proyecto de Justicia Positiva con el Centro para la Ley y Política del VIH.
En 1990, se postuló para la Cámara de Representantes de los EE. UU., para representar en el Congreso al distrito 22 de Nueva York. Fue el primer candidato abiertamente VIH positivo para un cargo federal en los Estados Unidos, quien recibió el 46% del voto primario demócrata. Fue miembro de ACT UP New York durante mucho tiempo y, en 1992, produjo una obra Off Broadway, The Night Larry Kramer Kissed Me, (la noche en que Larry Kramer me besó) escrita y protagonizada por David Drake.
Strub es un experto pionero en la recaudación de fondos de forma masiva para la causa de la igualdad LGBT.
Es dueño del Hotel Fauchere,y el Relais & Châteaux boutique hotel de Milford, Pensilvania, donde ha sido un activo impulsor del esfuerzo de revitalización comunitario.
Es también el alcalde de Milford, Pensilvania.
Sus memorias, Body Counts: A Memoir of Politics, Sex, AIDS and Survival (el cuerpo cuenta: una memoria de política, sexo, SIDA y supervivencia) se publicaron en enero de 2014. Strub fue coautor de Rating America's Corporate Concience en 1985, una guía de responsabilidad social corporativa, con Steve Lydenberg y Alice Tepper Marlin, y Cracking the Corporate Closet (romper el armario -gay- corporativo) en 1995.
Es un miembro fundador del Consejo Consultivo WikiQueer Global.

Logotipo del proyecto WikiQueer Global

## Misceláneas
Strub fue una de las primeras personas en acudir a la escena del asesinato de John Lennon, en diciembre de 1980.
En 1981, Strub consiguió que el dramaturgo Tennessee Williams firmara la primera carta de recaudación de fondos para el Human Rights Campaign (Fondo de la Campaña por los Derechos Humanos), un comité de acción política recientemente formado que se convirtió en la organización más grande de los Estados Unidos que aboga por la igualdad LGBT.
En 1989, Strub le pidió al artista pop Keith Haring que creara un logotipo y un afiche para lanzar el Día Nacional para salir del clóset, que ahora también forma parte de la Human Rights Campaign.
Strub fue uno de los activistas contra el SIDA que colocó un condón gigante sobre la casa, del entonces senador estadounidense Jesse Helms, en su vivienda de los suburbios de Washington, en 1991.